# Lobelia caudata
Lobelia caudata là loài thực vật có hoa trong họ Hoa chuông. Loài này được (Griseb.) Urb. mô tả khoa học đầu tiên năm 1899.